# Esquizoanálisis
Esquizoanálisis es una teoría alternativa del psicoanálisis y a la vez contrapuesta a este. Lo ataca en dos puntos principales que conciernen tanto a su teoría como a su práctica: su culto a Edipo y su reducción de la libido a catexis familiaristas, incluso bajo las formas encubiertas y generalizadas del estructuralismo o del simbolismo.
Esta escuela señala dos escollos principales con los que tropieza el psicoanálisis: es incapaz de llegar a las máquinas deseantes de cualquiera porque se mantiene en las figuras o estructuras edípicas; y es incapaz de llegar a las catexis sociales de la libido porque se queda en las catexis familiaristas.
El término fue introducido por Gilles Deleuze y Félix Guattari y es desarrollado principalmente en su libro Capitalismo y esquizofrenia.
Según sus autores, el esquizoanálisis tendría su punto ideal de aplicación en los grupos, y especialmente en los grupos militantes: es en ellos en donde se dispone de modo más inmediato de un material ajeno a la familia, donde aparece el funcionamiento a veces contradictorio de las catexis.